# The Train: Escape to Normandy
The Train: Escape to Normandy ist ein Computerspiel aus dem Jahr 1987 von Accolade mit losem Bezug zum Kriegsfilm Der Zug aus dem Jahr 1964 mit Burt Lancaster.

## Hintergrund
Im August 1944 steht das von den Nazis besetzte Frankreich kurz vor der Befreiung durch die vorrückenden Alliierten. Die Macht Deutschlands bröckelt langsam. Frankreichs Kunstschätze sollen per Bahn nach Berlin gebracht werden, um als Verhandlungsgrundlage bei den unausweichlichen Kapitulationsverhandlungen zu dienen. Der Spieler und andere Mitglieder der Resistance müssen den bereitstehenden und stark bewachten Zug auf dem Bahnhof Metz unter Kontrolle bringen. Auch unter der Gefahr von großen Verlusten müssen die Kunstobjekte in Sicherheit gebracht werden. Man ist zwar fast alleine auf dem Zug, aber es gibt durchaus Hilfe und auch Gefahren entlang des Weges.

## Spielprinzip
Der Spieler übernimmt die Rolle des Ingenieurs Pierre LeFeu und muss schon während der Auswahl des Schwierigkeitsgrades (Stellen der ersten Weiche) seinen Kollegen Le Deu (bzw. Le Duc) mit einem Maschinengewehr decken, in dem er auf aufleuchtende Fenster des Bahnhofes feuert. Dies ist auch jedes Mal nötig, wenn Le Deu an einem anderen Bahnhof das Gebäude betreten will.
Während der Fahrt hat der Spieler 4 Bildschirme zur Verfügung:
- Führerstand: Hier muss der Spieler die Instrumente der Dampflokomotive bedienen. Beispielsweise Kohle schippen, den Druck kontrollieren usw. Mit der Pfeife lässt sich die nächste Weiche umstellen.
- Kartenbildschirm: Das Gleisnetz wird hier schematisch dargestellt. Von Bedeutung sind andere Bahnhöfe, Weichen und Brücken.
- Dach mit Sicht nach vorn: Hier gilt es nahende feindliche Flugzeuge abzuschießen.
- Dach mit Sicht nach hinten: Flugzeuge von hinten abschießen.

Taucht eine Brücke auf, muss der Zug gestoppt werden und der Spieler muss im Fluss liegende Schiffe mit der Bordkanone zerstören. Bei der Ankunft an einem Bahnhof muss zunächst Le Deu gedeckt werden, der dann im Gebäude angekommen den Telegraphen benutzt, um Nachrichten zu senden und zu empfangen. Dabei hat der Spieler die Wahl, ob die Resistance die nächste Brücke, respektive den nächsten Bahnhof, einnehmen soll oder ob er Reparaturen des Zuges für den nächsten Bahnhof anfordert. Das Spiel ist dann gewonnen, wenn der Spieler den Bahnhof in Reviere erreicht und diesen erfolgreich einnimmt.

## Rezeption
Computer Gaming World bezeichnete The Train als „mitreißendes Actionspiel“. Kritisiert wurde die Grafik, die unter den Standards von Accolade sei, aber die Zugtechnik sei ausgezeichnet dargestellt. Sie machten aus dem Spiel mehr als einfach nur ein Action-Spiel. In einer Übersicht des gleichen Magazins über Strategie- und Kriegsspiele erhielt es zwei von fünf Sternen.
Das spanische Magazin Microhobby gab die folgenden Wertungen: Originalität 70 %, Grafik 70 %, Motivation 70 %, Sound 60 %, Schwierigkeitsgrad 80 %, Langzeitmotivation 90 %.
Das Magazin ZZap64 lobte den hohen Freiheitsgrad sowie die Atmosphäre des Spieles und gab eine Gesamtwertung von 87 %.
Im August 2020 wurde die DOS-Version des Spiels von Ziggurat Interactive wieder veröffentlicht.